# Kalanchoe alticola
Kalanchoe alticola és una espècie de planta suculenta del gènere Kalanchoe, que pertany a la família Crassulaceae.

## Descripció
És una planta perenne, glabra per tot arreu.
Rizoma horitzontal, poc profund, allargat, de 5 mm de diàmetre, perllongat al vèrtex en brot aeri erecte de 25 cm d'alçada, ocasionalment també amb brots laterals. El brot porta a la meitat basa fins a 5 parells de fulles lleugerament glauques, solapades, una mica suculentes, per sobre de les quals duu un o dos parells remots de fulles reduïdes separades per llargs entrenusos i acaben en una inflorescència dichasio-corimbosa de 5 cm de diàmetre.
Les fulles inferiors són sèssils, estrenyent-se gradualment fins a la base, més amples per sobre del mig, obtuses, de fins a 4 cm de llarg i 2 cm d'ample, amb el marge subcoriaci sencer.
Les fulles de l'eix de la inflorescència són semblants, de fins a 1,5 cm de llargada i 1 cm d'amplada.
Les flors són erectes; calze de 4 a 7 mm; sèpals lineal-lanceolats, aguts; corol·la de color groc a taronja, tub allargat-ampul·lós, de 10 a 12 mm; pètals lanceolats, aguts, campanulats, de 5 a 7 mm de llarg i de 2 a 3 mm d'ample. Floreix de maig a setembre.

## Distribució
Planta endèmica del nord de Sud-àfrica i nord-oest de Eswatini. Creix en torba sobre roca granítica.

## Taxonomia
Kalanchoe alticola va ser descrita per Robert Harold Compton (Compton) i publicada al Journal of South African Botany 41(1): 47. 1975.

### Etimologia
Kalanchoe: nom genèric que deriva de la paraula cantonesa "Kalan Chauhuy", 伽藍菜 que significa 'allò que cau i creix'.
alticola: epítet llatí que significa 'que creix en llocs alts'.